# Скрутон, Роджер
Сэр Роджер Вернон Скрутон (по-рус. также Скратон; англ. Roger Vernon Scruton, /ˈskruːtən/; 27 февраля 1944[…], Баслингторп, Линкольншир — 12 января 2020[…], Бринкуорт, Юго-Западная Англия) — британский философ, специализировавшийся на философии эстетики и консерватизма. Написал свыше сорока книг, из которых на русский язык переведены «Красота», «Кант. Краткое введение» и «Дураки, мошенники и поджигатели: Мыслители новых левых».
Член Британской академии (2008), член-корреспондент французской Академии моральных и политических наук (2016).

## Биография
Скрутон преподавал в Биркбек-колледже в Лондоне с 1971 по 1992 год. С 1992 года Скрутон частично занят в Бостонском университете, Американском институте предпринимательства в Вашингтоне и Сэнт-Эндрюсском университете. В 1982 году он соучаствует в основании британского журнала консервативного толка Salisbury Review и на протяжении 18 лет пишет для него статьи. В 1987 году он основывает The Claridge Press. Член Европарламента Дэниел Ханнан назвал Скрутона «человеком, который знает что такое консерватизм лучше, чем кто-либо ещё», в то время как The Weekly Standard характеризует его как «самого совершенного консерватора Англии со времён Эдмунда Бёрка».

## Консерватизм Скрутона
После событий мая 1968 года во Франции Скрутон стал придерживаться консервативных взглядов. Николас Вро написал в газету «Гардиан», что во время майских событий Скрутон посетил Латинский квартал и стал свидетелем того, как студенты переворачивали автомобили, чтобы возвести баррикады, и отрывали булыжник с дороги, чтобы закидать им полицию.

Я внезапно осознал, что я был на другой стороне. Я видел лишь неуправляемую и потакающую себе толпу хулиганов, вышедших из обеспеченных семей. Когда я спросил своих друзей, чего же они хотели, чего же они пытались достичь — я лишь получил в ответ нелепую абракадабру марксистских терминов. Мне это было отвратительно, и я подумал, что для защиты западной цивилизации от подобных вещей должен существовать обратный путь. Так я стал консерватором. Я узнал, что желаю сохранять, а не низвергать.— 
В своей статье «В защиту элитизма» (англ. In defense of elitism) Скрутон описывает своё воззрение как стремление передать и поддерживать устоявшиеся общественные институты как положительное начало в обществе. Работа же по поддержанию и усовершенствованию институтов ведётся на протяжении множества поколений, поэтому, по Скрутону, они выступают также как связь времён и связь между поколениями. Такие институты общества выступают как ядро любого общества, от которого оно выстраивает свою идентичность.

Скрутон также критикует идеологии левого спектра за то, что в их основании заложен ресентимент, который выражается в стремлении отнять блага у состоятельных людей и перераспределить их между остальными людьми. Также левые становятся объектом критики со стороны Скрутона из-за их тотального доминирования в политическом и философском дискурсе
После идентификации вас как «правого» вы оказываетесь вне области аргументов; ваши взгляды иррелевантны, ваша личность дискредитирована, ваше присутствие в мире ошибка. Вы не оппонент, с которым можно спорить, но болезнь, которую нужно избегать. Таким был мой опыт, и таков опыт всех диссидентов, которых я знаю. Если книги правых авторов и замечаются левыми рецензентами (а в академическом мире левачество рецензентов — норма), то лишь для того, чтобы отправить их в корзину.

## Публикации на русском языке
- Скрутон Р. Катакомбы закрываются // Вопросы философии. — 1991. — № 10. — С. 29—33.
- Скрутон Р. Кант: краткое введение / пер. с англ. А. Голосовской. — М.: Астрель: ACT, 2006. — 158.
- Скратон Р. В защиту элитизма // StudiaCulturae. — Вып. 4(34): Scholа: Р. Скратон, перевод: Д. В. Крутолапов. — С. 166—178.
- Дураки, мошенники и поджигатели: Мыслители новых левых = Fools, Frauds and Firebrands: Thinkers of the New Left. / пер. с англ. Н. Глазкова. — М.: Издательский дом Высшей школы экономики, 2021. — 440 с. — (Политическая теория). — ISBN 978-5-7598-1788-8
- Скрутон Р. Красота = Beauty / Пер. с англ. К. Бандуровского. — М.: Теоэстетика, 2021. — 376 с. — ISBN 978-5-6046384-0-8
- Скрутон Р. Как быть консерватором / Пер. с англ. Б. Дынина, — М., 2021 (с дополнениями: Почему думать как консерватор так сложно; Границы демократии; Разговор с Роджером Скрутоном)